# Leo Bosschart
Leonard ("Leo") François Gerard Bosschart (Kota Radja, Nederlands-Indië, 24 augustus 1888 – Hoboken, 9 mei 1951), was een Nederlands voetballer.
In clubverband kwam hij voor Quick Den Haag uit. Behalve zijn echte naam gebruikte hij hierbij de pseudoniemen Romulus en Olga. Hij vertegenwoordigde Nederland op de Olympische Zomerspelen van 1920 in Antwerpen. Daar won hij de bronzen medaille met het Nederlands voetbalelftal.
Bosschart was van 1938 tot zijn overlijden in 1951 directeur van de Cockerill scheepswerf in Hoboken.